# Yami ni chiru Sakura
«Yami ni chiru Sakura» (闇ニ散ル桜) es el tercer sencillo realizado por la banda de J-Rock, A9. Fue lanzado al mercado el 27 de abril de 2005, poco más de un mes después de haber lanzado su segundo sencillo Gin no Tsuki, Kuroi Hoshi. Este sencillo es igualmente una edición CD+DVD con un video musical oficial de la primera pista.

La segunda pista fue lanzada anteriormente por la banda Givuss, de la que fueron miembros el vocalista Shō y el guitarrista Tora.

## Lista de canciones
1. «Yami ni Chiru Sakura» (闇ニ散ル桜) – 4:12
2. «Byakuya ni Kuroneko» (白夜ニ黒猫; Gato negro en noche blanca) – 4:52

### DVD
1. «Yami ni Chiru Sakura» (闇ニ散ル桜)